# Каналізуючий добір
Каналізуючий відбір — відбір генів, стабілізуючих (каналізуючих) процеси розвитку так, що фенотип стає менш схильним до впливів перешкод або збурень (генетичних або викликаних факторами середовища). Каналізуючий відбір розглядають як один з різновидів стабілізуючого відбору.
Онтогенез характеризується певною стійкістю, для позначення якої  Т. Добжанський і Б. Уоллес ввели поняття «гомеостаз розвитку». Механізми, що забезпечують стійкість онтогенезу, вивчав англійський ембріолог і генетик К. Х. Уоддінгтон (на прикладі температурної залежності експресії гена Bar у  дрозофіли). Стійкість процесів розвитку Уоддінгтон назвав гомеорезом — стабілізованим потоком подій, який являє собою процес реалізації генетичної програми будови, розвитку і функціонування організму.
Уоддінгтон описував процес онтогенезу як простір можливостей, або епігенетичний ландшафт. Епігенетичний ландшафт являє собою набір епігенетичних траєкторій, провідних від початкового стану організму до дорослого стану. Епігенетичний ландшафт і епігенетичні траєкторії можна представити як поверхню з системою паралельних поглиблених жолобів.
Епігенетичні траєкторії деякою мірою пов'язані між собою, тобто під впливом різних факторів (внутрішніх і зовнішніх, генетичних і негенетичних) можливий перехід з однієї траєкторії на іншу. В результаті на підставі однієї і тієї ж генетичної програми можливе формування безлічі траєкторій онтогенезу, що і призводить до поліваріантності онтогенезу.
Спочатку епігенетичні траєкторії більш-менш рівноцінні, але в ході каналізуючого відбору деякі траєкторії поглиблюються і отримують перевагу перед іншими траєкторіями. Траєкторії, які отримують перевагу, Уоддінгтон назвав креодами. (Каналізуючий відбір — це один з різновидів  стабілізуючого добору. Каналізуючий відбір контролює нормальний хід онтогенезу, вибраковуючи особин з відхиленнями. Ця форма відбору являє собою фактор стабілізації розвитку.)

## Ресурси Інтернету
- Уоддингтон К. Х. Основные биологические концепции